# Kriegsheim
Pour l’article homonyme, voir Kriegsheim (Monsheim).
Kriegsheim est une commune française située dans la circonscription administrative du Bas-Rhin et, depuis le 1er janvier 2021, dans le territoire de la Collectivité européenne d'Alsace, en région Grand Est.
Cette commune se trouve dans la région historique et culturelle d'Alsace.

## Géographie

### Localisation
Kriegsheim, traversée par la route départementale 263 reliant Strasbourg à Haguenau, se situe dans les collines lœssiques du nord de Brumath.

### Communes limitrophes
|             | Niederschaeffolsheim |             |
| Rottelsheim | Kriegsheim           | Weitbruch   |
| Brumath     |                      | Geudertheim |

### Hydrographie

#### Réseau hydrographique
La commune est dans le bassin versant du Rhin au sein du bassin Rhin-Meuse. Elle est drainée par le ruisseau l'Hellergraben,.
L'Hellergraben, d'une longueur de 11 km, prend sa source dans la commune de Niederschaeffolsheim et se jette  dans le Kesselgraben à Weyersheim, après avoir traversé huit communes. 

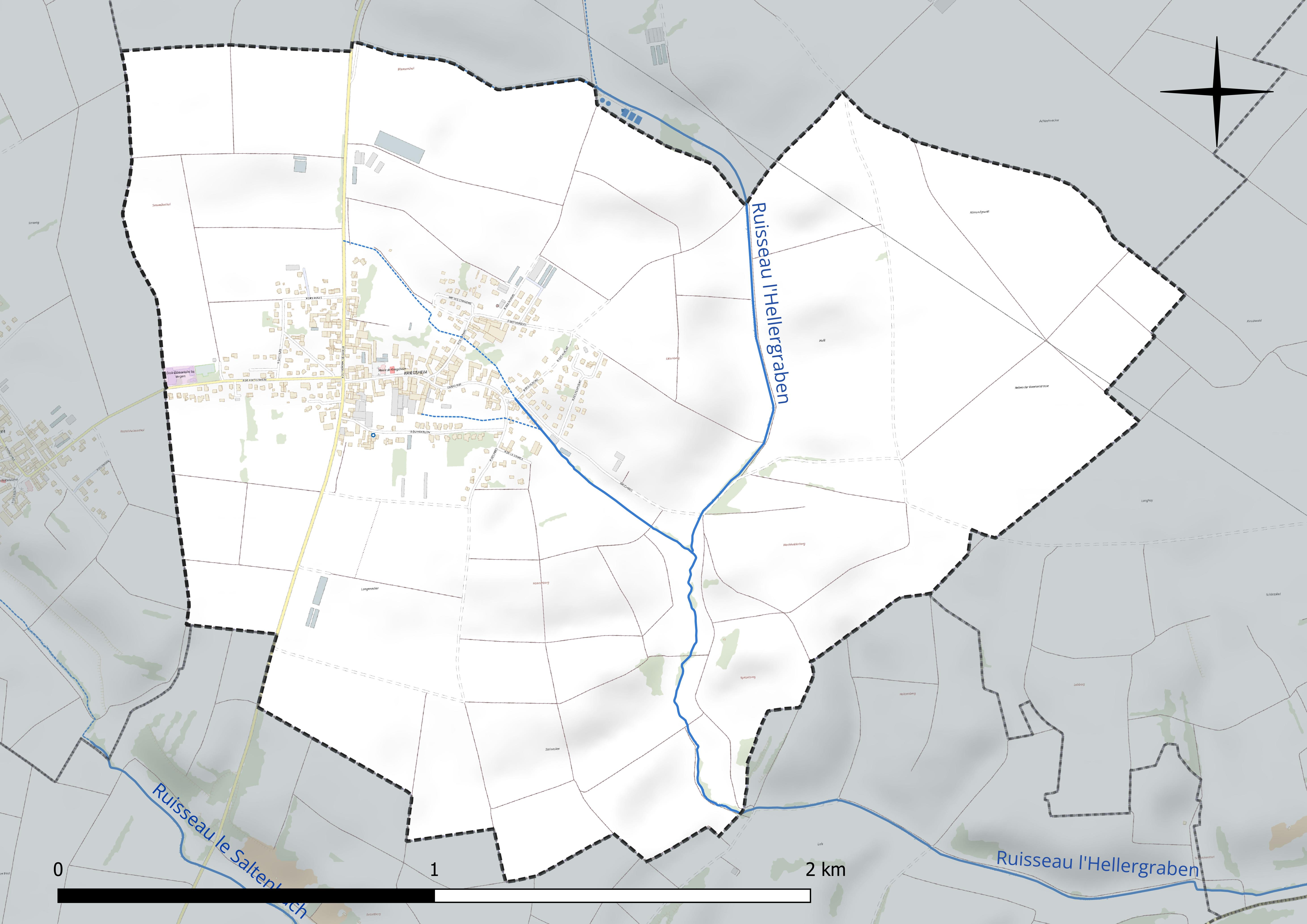
Réseau hydrographique de Kriegsheim.

#### Gestion et qualité des eaux
Le territoire communal est couvert par le schéma d'aménagement et de gestion des eaux (SAGE) « Moder ». Ce document de planification concerne le bassin versant de la Moder dont le territoire s'étend sur 1 720 km2. Le périmètre a été arrêté le 25 janvier 2006. La commission locale de l'eau a été créée le 12 juillet 2007, puis modifiée le 14 décembre 2021. La structure porteuse de l'élaboration et de la mise en œuvre est le Syndicat des eaux et de l’assainissement Alsace-Moselle (SDEA). 
La qualité des cours d’eau peut être consultée sur un site dédié géré par les agences de l’eau et l’Agence française pour la biodiversité. 

### Climat
Pour des articles plus généraux, voir Climat du Grand Est et Climat du Bas-Rhin.
En 2010, le climat de la commune est de type climat des marges montargnardes, selon une étude du Centre national de la recherche scientifique s'appuyant sur une série de données couvrant la période 1971-2000. En 2020, Météo-France publie une typologie des climats de la France métropolitaine dans laquelle la commune est exposée à un climat semi-continental et est dans la région climatique  Alsace, caractérisée par une pluviométrie faible, particulièrement en automne et en hiver, un été chaud et bien ensoleillé, une humidité de l’air basse au printemps et en été, des vents faibles et des brouillards fréquents en automne (25 à 30 jours). 
Pour la période 1971-2000, la température annuelle moyenne est de 10,4 °C, avec une amplitude thermique annuelle de 17,7 °C. Le cumul annuel moyen de précipitations est de 714 mm, avec 9 jours de précipitations en janvier et 10,2 jours en juillet. Pour la période 1991-2020, la température moyenne annuelle observée sur la station météorologique de Météo-France la plus proche, « Waltenheim-sur-zorn », sur la commune de Waltenheim-sur-Zorn à 7 km à vol d'oiseau, est de 11,3 °C et le cumul annuel moyen de précipitations est de 652,2 mm. 
La température maximale relevée sur cette station est de 38 °C, atteinte le 7 août 2015 ; la température minimale est de −14,9 °C, atteinte le 20 décembre 2009,,. 
Les paramètres climatiques de la commune ont été estimés pour le milieu du siècle (2041-2070) selon différents scénarios d'émission de gaz à effet de serre à partir des nouvelles projections climatiques de référence DRIAS-2020. Ils sont consultables sur un site dédié publié par Météo-France en novembre 2022.

## Urbanisme

### Typologie
Au 1er janvier 2024, Kriegsheim est catégorisée commune rurale à habitat dispersé, selon la nouvelle grille communale de densité à sept niveaux définie par l'Insee en 2022.
Elle est située hors unité urbaine. Par ailleurs la commune fait partie de l'aire d'attraction de Strasbourg (partie française), dont elle est une commune de la couronne,. Cette aire, qui regroupe 268 communes, est catégorisée dans les aires de 700 000 habitants ou plus (hors Paris),.

### Occupation des sols
L'occupation des sols de la commune, telle qu'elle ressort de la base de données européenne d’occupation biophysique des sols Corine Land Cover (CLC), est marquée par l'importance des territoires agricoles (89 % en 2018), une proportion sensiblement équivalente à celle de 1990 (88,6 %). La répartition détaillée en 2018 est la suivante : terres arables (89 %), zones urbanisées (11 %). L'évolution de l’occupation des sols de la commune et de ses infrastructures peut être observée sur les différentes représentations cartographiques du territoire : la carte de Cassini (XVIIIe siècle), la carte d'état-major (1820-1866) et les cartes ou photos aériennes de l'IGN pour la période actuelle (1950 à aujourd'hui).

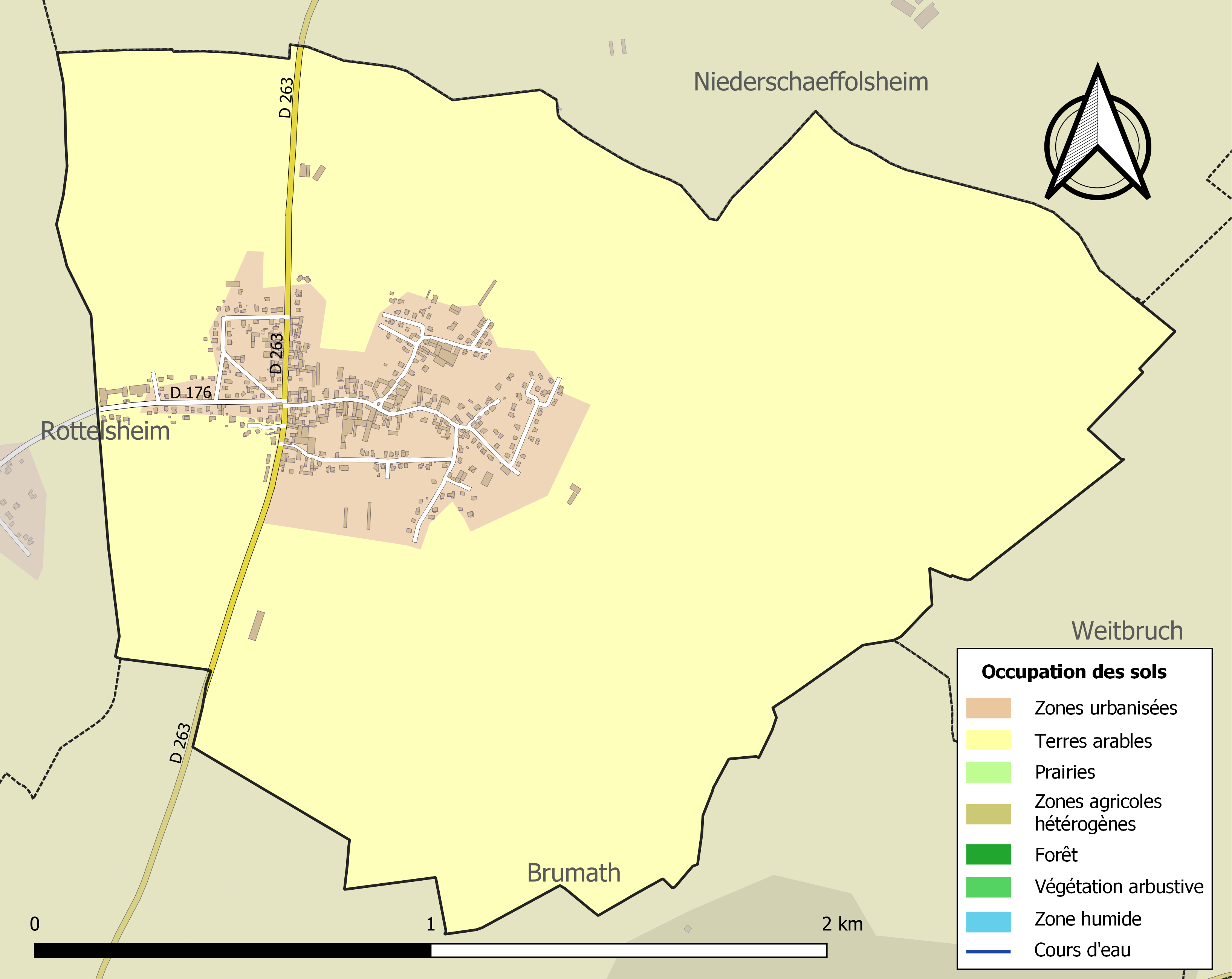
Carte des infrastructures et de l'occupation des sols de la commune en 2018 (CLC).

## Toponymie
Le site de Kriegsheim est occupé depuis l'époque mérovingienne. Ce n'est cependant qu'en 823 que la ville est évoquée pour la première fois sous le nom de Creachshaim. Il subsiste deux théories quant à l'appellation de la ville :
- La première est que le village tient son nom de son fondateur Creaches.
- La deuxième est que le nom proviendrait du mot Creek signifiant étang ou trou d'eau.

Au cours de son histoire, la commune a eu de nombreux noms. Après Creachshaim, Creuhesheim, Criechesheim et Cregsheim le nom Kriegsheim apparaît pour la première fois en 1207. Cependant, d'autres changements de nom survinrent à nouveau : Kriegszheim, Criegesheim, Kriegelsheim, Griegsheim ou Griecksheim.

## Politique et administration
| Période   | Période                   | Identité                                   | Étiquette | Qualité                     |
| --------- | ------------------------- | ------------------------------------------ | --------- | --------------------------- |
| mars 2001 | mars 2014                 | Clément Weibel                             |           |                             |
| mars 2014 | En cours (au 31 mai 2020) | André Burg, Réélu pour le mandat 2020-2026 |           | Cadre dans le secteur privé |

## Population et société

### Démographie
L'évolution du nombre d'habitants est connue à travers les recensements de la population effectués dans la commune depuis 1793. Pour les communes de moins de 10 000 habitants, une enquête de recensement portant sur toute la population est réalisée tous les cinq ans, les populations de référence des années intermédiaires étant quant à elles estimées par interpolation ou extrapolation. Pour la commune, le premier recensement exhaustif entrant dans le cadre du nouveau dispositif a été réalisé en 2006.

En 2022, la commune comptait 776 habitants, en évolution de −0,89 % par rapport à 2016 (Bas-Rhin : +3,17 %, France hors Mayotte : +2,11 %).
| 1793 | 1800 | 1806 | 1821 | 1831 | 1836 | 1841 | 1846 | 1851 |
| ---- | ---- | ---- | ---- | ---- | ---- | ---- | ---- | ---- |
| 228  | 172  | 257  | 311  | 342  | 355  | 376  | 390  | 369  |

| 1856 | 1861 | 1866 | 1871 | 1875 | 1880 | 1885 | 1890 | 1895 |
| ---- | ---- | ---- | ---- | ---- | ---- | ---- | ---- | ---- |
| 326  | 335  | 352  | 372  | 374  | 393  | 368  | 330  | 341  |

| 1900 | 1905 | 1910 | 1921 | 1926 | 1931 | 1936 | 1946 | 1954 |
| ---- | ---- | ---- | ---- | ---- | ---- | ---- | ---- | ---- |
| 351  | 361  | 370  | 330  | 346  | 343  | 351  | 342  | 304  |

| 1962 | 1968 | 1975 | 1982 | 1990 | 1999 | 2006 | 2011 | 2016 |
| ---- | ---- | ---- | ---- | ---- | ---- | ---- | ---- | ---- |
| 316  | 330  | 331  | 362  | 405  | 615  | 706  | 708  | 783  |

| 2021 | 2022 | - | - | - | - | - | - | - |
| ---- | ---- | - | - | - | - | - | - | - |
| 782  | 776  | - | - | - | - | - | - | - |

## Économie
Une pompe à chaleur reliée à des sondes profondes de 150 mètres assure le chauffage de l'école maternelle de Kriegsheim.

## Culture locale et patrimoine

### Héraldique
| Blason de Kriegsheim | Blason  | D'azur au poisson d'or posé en bande sur un livre fermé du même. |
| Blason de Kriegsheim | Détails |                                                                  |